# Eimeria syngnathi
Eimeria syngnathi is een soort in de taxonomische indeling van de Myzozoa, een stam van microscopische parasitaire dieren. Het organisme komt uit het geslacht Eimeria en behoort tot de familie Eimeriidae. Eimeria syngnathi werd in 1936 ontdekt door Yakimoff & Gouseff.